# 611-es főút (Magyarország)
A 611-es számú főút egy bő tizenöt kilométer hosszú, három számjegyű, másodrendű főút Tolna és Baranya vármegye határvidékén. A 61-es és 66-os főutat, Dombóvárt és Sásdot köti össze két kisebb, az útjába eső település feltárásával, Dombóvár és Pécs között minden más lehetőségnél rövidebb kapcsolatot létesítve.

## Nyomvonala
A 61-es főútból ágazik ki, annak 91+850-es kilométerszelvénye táján, Dombóvár belvárosában, dél felé. A települési neve előbb Teleki utca, majd egy szakaszon Hunyadi tér. Az első kilométere után kiágazik belőle kelet felé az 1,5 kilométer hosszú 65 358-as út, amely a három vasútvonalat is kiszolgáló Dombóvár vasútállomásra és a város autóbusz-állomására vezet. A folytatásban a Szabadság utca nevet veszi fel, továbbra is dél felé haladva, majd 1,6 kilométer után kiágazik belőle a 65 359-es út: ez a 41-es számú Dombóvár–Gyékényes-vasútvonal Dombóvár alsó vasútállomásához vezet. Itt az út egy darabon az Arany János tér nevet vesz fel, majd 1,8 kilométer után keresztezi az előbbi vasútvonalat és kilép a város lakott területéről.
2,2 kilométer megtételét követően keresztezi a Kapost, majd a déli hídfőnél eléri Kaposszekcső északi határát. Innen egy rövid szakaszon még a két település határvonalát követi, de a következő elágazása már teljesen kaposszekcsői területen található: 2,5 kilométer után a 65 188-as út ágazik ki belőle nyugat felé, Dombóvár Szőlőhegy városrészére. 3,5 kilométer után éri el Kaposszekcső északi ipari parkját és a Liget lakótelep házait, majd 5,3 kilométer után kiágazik belőle a 6519-es út Jágónak felé, és ugyanott eléri a település központjának legészakabbi házait. Itt a Petőfi utca nevet viseli, és a központban, a 6+150-es kilométerszelvénye táján egy újabb elágazáshoz ér: a Bonyhádtól idáig húzódó 6534-es út torkollik bele kelet felől, 39,2 kilométer megtétele után. Innen a Rákóczi utca nevet viseli, amíg, 6,5 kilométer után ki nem lép a községből.
7,2 kilométer után átlép Baranya vármegyébe, a Hegyháti járáshoz tartozó Vásárosdombó területére, ugyanott kiágazik belőle nyugat felé egy alsóbbrendű út a Sarádi-horgásztó felé. 8,4 kilométer után éri el a községet, ahol Rákóczi utca a neve, 9,1 kilométer után pedig ismét egy elágazáshoz érkezik: itt a Komlóról induló 6546-os út torkollik bele kelet felől, 15,7 kilométer megtétele után. 9,5 kilométer után lép ki a vásárosdombói belterületről, innen dél-délkeleti irányba folytatódik; 10,6 kilométer után még elhalad Margitmajor településrész délkeleti széle mellett, a 10+850-es kilométerszelvényénél pedig kiágazik belőle délkelet felé 65 178-as út, ami a zsákfalunak tekinthető Tarrós központjába vezet.
A 11. kilométere után az út egy rövid szakaszon visszatér Tolna vármegyébe, lévén, hogy itt Jágónak közigazgatási területének keleti peremén halad, és ugyanitt egy időre a Budapest–Pécs-vasútvonal mellé simul. Mivel lakott területet nem érint, a megyeváltást tábla nem jelzi. 11,9 kilométer után már ismét Baranyában jár, Meződ területén, de lakott részeit ennek a községnek sem nagyon érinti. 12,7 kilométer után visszatorkollik bele a 6519-es út, 13,3 kilométer után pedig eléri Sásd határát, ahol újra délnek fordul. 14,1 kilométer után éri el a város belterületét, 14,4 kilométer után keresztezi a vasutat és a Rákóczi Ferenc utca nevet veszi fel. A 15. kilométerénél kiágazik belőle kelet felé a 65 192-es út, a másfél kilométerre fekvő, szintén zsákfalunak tekinthető Vázsnokra, a 15+150-es kilométerszelvénynél pedig nyugat felé a 65 366-os út, Sásd vasútállomásra. A 66-os főútba beletorkollva ér véget, annak 28+150-es kilométerszelvényénél, lámpás kereszteződéssel.
Teljes hossza, az országos közutak térképes nyilvántartását szolgáló kira.gov.hu adatbázisa szerint 15,413 kilométer.

## Települések az út mentén
- Dombóvár
- Kaposszekcső
- Vásárosdombó
- (Jágónak)
- (Meződ)
- Sásd

## Története
1934-ben a kereskedelem- és közlekedésügyi miniszter 70 846/1934. számú rendelete a teljes mai hosszában másodrendű főúttá nyilvánította: a Dombóvár-Kaposszekcső közti szakaszát a Bátaszék-Dombóvár közti 63-as, a további szakaszait pedig a Kaposszekcső-Pécs-Drávaszabolcs közti 64-es főút részeként.